# بوسه‌های آتشین
«بوسه‌های آتشین» (انگلیسی: Kisses of Fire) ترانه‌ای از گروه پاپ سوئدی آبا است که در سال ۱۹۷۹ منتشر شد.
این ترانه در استودیوهای پولار میوزیک در شهر استکهلم سوئد، در ۷ فوریه ۱۹۷۹ ضبط و در ۱ مارس ۱۹۷۹ میکس شد.